# Yukichi Chuganji
Yukichi Chuganji (中願寺 雄吉, Chūganji Yūkichi; Chikushino, 23 maart 1889 – Ogori, 28 september 2003) was een Japanse supereeuweling. Hij was de oudste levende persoon ter wereld gedurende tien maanden en de oudste levende man ter wereld gedurende meer dan anderhalf jaar.
Eind 2002 werd hij de oudste levende persoon ter wereld, en overleed een jaar later op 114-jarige leeftijd. Hij was echter bij leven nooit de oudste levende erkende mens; zijn landgenote Kamato Hongo was naar verluidt 116 jaar oud, en werd erkend als de oudste mens. In 2012 werd haar leeftijdsclaim echter in twijfel getrokken en later zou Chuganji deze titel postuum alsnog verkrijgen.

## Levensloop
Chuganji werd geboren in 1889. Hij volgde een technische opleiding en werkte onder andere als bankbediende en kweker van zijderupsen. In 1914 trouwde hij, en hij kreeg vier zonen en een dochter.
Op het eind van zijn leven woonde hij bij zijn dochter Kyoko.